# Irena Lewandowska (polityk)
Irena Lewandowska (ur. 24 lutego 1916 w Czołówku, zm. 28 marca 1998) – polska brygadzistka, poseł na Sejm PRL V kadencji.

## Życiorys
Uzyskała wykształcenie podstawowe. Była zatrudniona na stanowisku brygadzistki w Kujawskich Zakładach Koncentratów Spożywczych we Włocławku. W 1969 uzyskała mandat posła na Sejm PRL w okręgu Włocławek z ramienia Polskiej Zjednoczonej Partii Robotniczej, zasiadała w Komisji Zdrowia i Kultury Fizycznej.
Odznaczona Brązowym Krzyżem Zasługi. Pochowana na Cmentarzu Komunalnym we Włocławku.